# Microphor cirripes
Microphor cirripes är en tvåvingeart som först beskrevs av Axel Leonard Melander 1940.  Microphor cirripes ingår i släktet Microphor och familjen styltflugor. Inga underarter finns listade i Catalogue of Life.